# Abdisares
Abdisares fue un rey oróntida de Sophene o de Armenia hacia el 200 a. C.

## Biografía

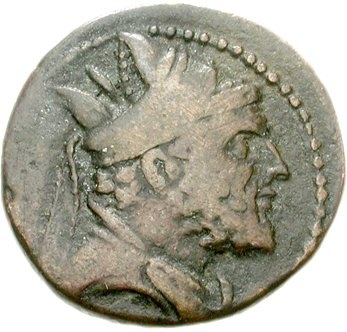
Moneda de Abdisares (210 a. C.)

El conocimiento de Abdisares, desconocido en las fuentes occidentales, está unida únicamente a su acuñación de monedas, en la cual el rey está  representado en el anverso con su busto tocado con una tiara puntiaguda, que lleva en el reverso la leyenda en griego «ΒΑΣΙΛΕΩΣ ΑΒΔΙΣΣΑΡΟΥ » (Basileos Abdissarou). La tiara armenia llevada por Abdisares en sus piezas monetales es idéntica a la de Jerjes de Armenia, pero podría también ser una tiara de Adiabene.
Cyrille Toumanoff reconoce que la única razón que permite incluirlo en la Dinastía Oróntida, y de hecho en tre los reyes de Armenia, es la similitud de sus monedas con la de Jerjes y sobre todo la tiara cónica «armenia» llevada por ambos monarcas. Contra la antigua hipótesis que hacía de él un hijo de Jerjes, Toumanoff estima que es más probable que se tratase de su hermano.